# Minusio
Minusio (lombardsky Minüs, zastarale německy Maniss) je obec ve švýcarském kantonu Ticino, okresu Locarno. Žije zde přibližně 7 300 obyvatel.

## Geografie
Minusio leží nedaleko okresního města Locarna, ve střední části kantonu Ticino. Sousedí s obcemi Muralto, Orselina, Avegno Gordevio, Brione a Tenero-Contra. Leží mezi jezerem Lago Maggiore a horou Monte Cardada a skládá se ze čtvrtí Borenco, Brighirolo, Cadogno, Ceresol, Ciossi, Fontile, Frizzi, Mappo, Mezzo, Mondacce a Rivapiana.

## Historie

Letecký pohled (1919)

Po dlouhou dobu bylo Minusio významnější než dnešní Locarno. První zmínka o něm pochází z roku 1061 jako o Menuxio.
V římské době se na místě dnešního města nacházel římský vicus s přístavem, obytnými čtvrtěmi, obchodními čtvrtěmi, nekropolí a vojenskými tábory; v roce 1945 byly nalezeny různé římské hroby. První kostel je datován do 5. nebo 6. století. Současný kolegiátní kostel byl postaven v letech 1190/1200 a do roku 1816 sloužil také jako farní kostel pro Locarno. Minusio se stalo samostatnou farností v roce 1798 a v roce 1949 získalo titul probošta. Elisarion, postavený v letech 1925–1929 jako rezidence a chrám, převzala obec v roce 1981 a zřídila v něm kulturní centrum.
Ve středověku tvořila vesnice spolu s obcemi Brione a Mergoscia čtvrť. V době sepsání zakládací listiny obce v roce 1313 se již Mergoscia oddělila; Brione se postupně odtrhávalo od roku 1479. Ze starého sousedství zůstala až do roku 1952 takzvaná Comunella dei tre comuni se společným majetkem a přidruženou jurisdikcí. Minusio mělo právo rybolovu a pastvy v rovině Magadino a do roku 1920 především jurisdikci (spolu s Mergoscií a Locarnem) nad Terricciolem. Ve jmenování starosty obce se střídaly čtyři squadry (obvody) Rivapiana, Cadogno, Frizzi a Mezzo. 
Na počátku 19. století Minusio ztratilo svůj význam ve prospěch nedalekého města Locarno poté, co zde byl v letech 1825/1826 vybudován nový přístav. V letech 1803–1839 bylo Minusio hlavním městem okresu Navegna. Kvůli účasti v konstitučních bojích v roce 1839 nejenže ztratilo tuto funkci ve prospěch Tenera, ale bylo také obsazeno vojskem. Jeho význam opět vzrostl s vybudováním železnice, která do Muralta dorazila v roce 1874: na půdě Muralta se začal rozvíjet cestovní ruch a nachází se zde Grand Hôtel Locarno. V roce 1881 se oddělilo od Orseliny a od té doby tvoří vlastní obec. Dnes je Muralto se svým víceúčelovým kongresovým centrem opět místem regionálního významu.

## Obyvatelstvo

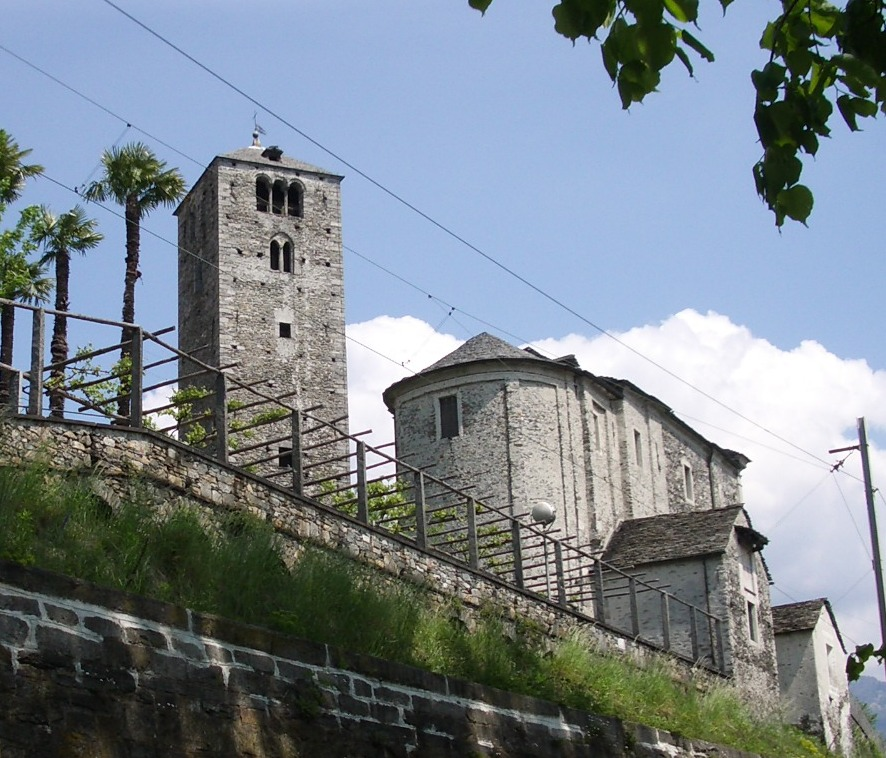
Kostel San Quirico

| Rok            | 1597 | 1683 | 1795 | 1850 | 1900 | 1950 | 1960 | 1990 | 2000 | 2010 | 2020 |
| Počet obyvatel | 410  | 400  | 593  | 894  | 1162 | 2771 | 3663 | 5968 | 6428 | 6942 | 7356 |

## Hospodářství

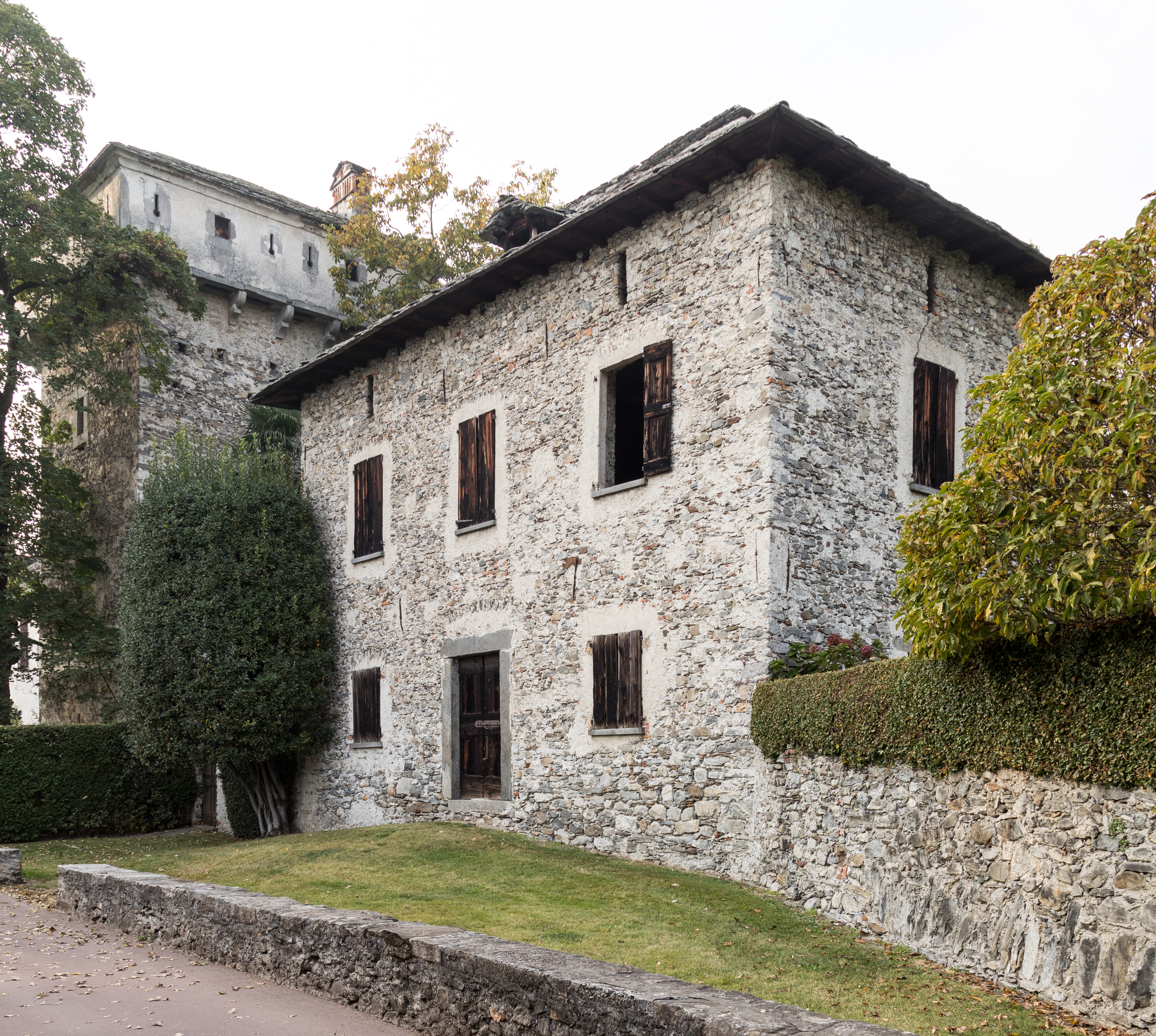
Casa di Ferro

Obyvatelé se po staletí živili především zemědělstvím a chovem dobytka, ale rozvíjelo se zde mnoho obchodních podniků, zejména podél kanálu, který byl vybudován pravděpodobně již ve 14. století: mlýny, pily, soustružny, plnírny, lisovny, lisovny a hamry. Od poloviny 16. století se v Mondacce usazovali zemědělci z údolí Lavizzara (později také z údolí Verzasca a Mergoscia), aby využívali pastviny na Magadinské planině. Již v 18. století se do sousedních zemí vystěhovali četní zedníci, kominíci a kamnáři, v 19. století začalo vystěhovalectví do zámoří (Austrálie a Kalifornie). První elektrárna byla postavena v roce 1898. S rozvojem cestovního ruchu se rozšiřovala infrastruktura. Za zmínku stojí lázeňský hotel Esplanade, který byl postaven v roce 1913 a jehož součástí je vila z roku 1870. V posledních desetiletích 20. století počet obyvatel Minusia rychle rostl a vzniklo zde mnoho rekreačních nemovitostí. V roce 2000 tvořil sektor služeb téměř dvě třetiny pracovních míst v Minusiu.
Dnes je Minusio významným turistickým střediskem, ovlivněným blízkostí města Locarno. V roce 2005 bylo v obci přibližně 95 % pracovních míst v sektoru služeb.

## Doprava
Obcí prochází trať SBB s normálním rozchodem z Bellinzony, navazující na Gotthardskou dráhu. Regionální vlaky na lince Locarno–Bellinzona/Lugano obsluhují zastávku Minusio v pravidelných intervalech. Spojení s okolními obcemi zajišťují autobusové linky Ferrovie autolinee regionali ticinesi (FART).

## Osobnosti
- Stefan George (1868–1933), básník
- Hans Richter (1888–1976), malíř
- Richard Huelsenbeck (1892–1974), spisovatel a básník
- Robert Gilbert (1899–1978), hudební skladatel